# Holsteiner Katenschinken

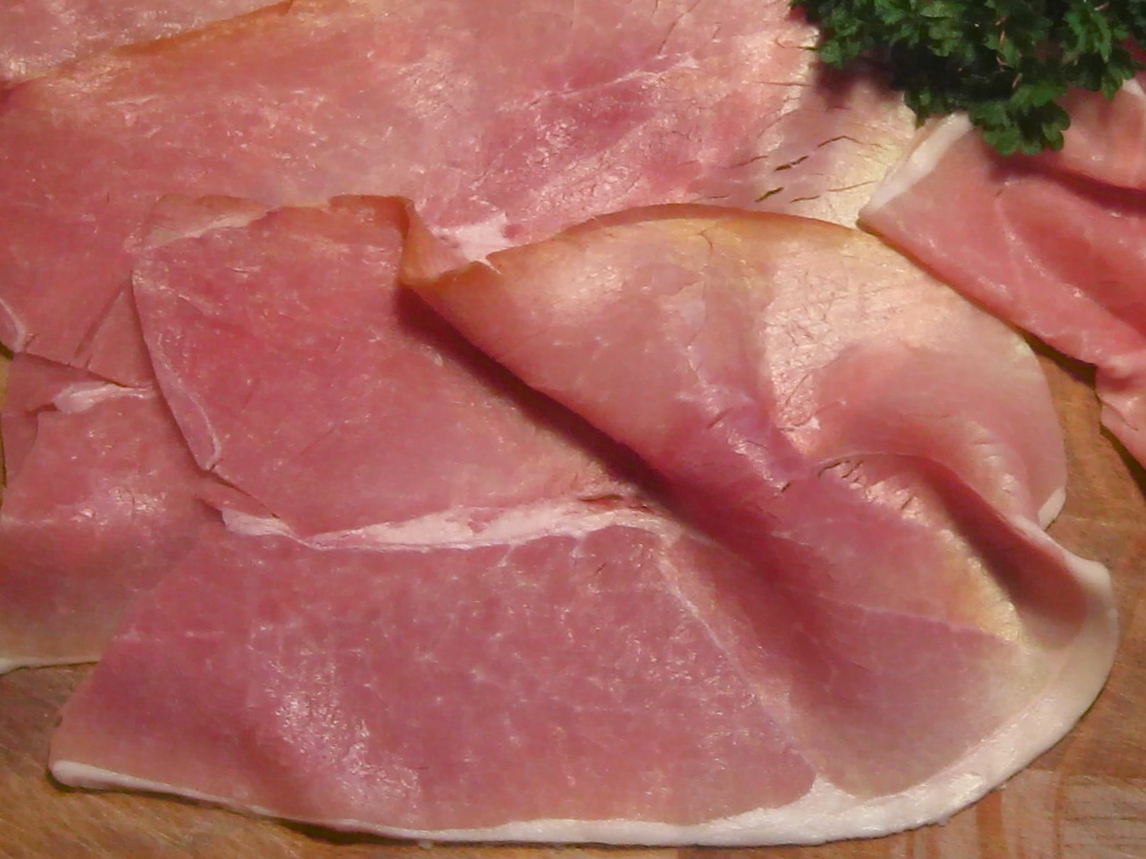
Original Holsteiner Katenschinken g.g.A. (hier aus dem Kernstück / Pape geschnitten)

Das EU-Gemeinschaftszeichen „geschützte geographische Angabe“ gemäß Verordnung (EWG) Nr. 628/2008 der Europäischen Kommission

Holsteiner Katenschinken ist eine norddeutsche Schinken-Spezialität der schleswig-holsteinischen Region Holstein. Für die Herstellung wird gepökeltes Schinkenfleisch (Hinterschinken vom Schwein) im Katenrauch bis zu acht Wochen geräuchert. Holsteiner Schinkenhersteller haben sich in der Schutzgemeinschaft Schleswig-Holsteinischer Schinkenhersteller e. V. organisiert, um bei der EU eine geschützte geographische Kennzeichnung zu beantragen, die 2012 erteilt wurde. Erste schriftliche Erwähnung erfährt Holsteiner Katenschinken um das Jahr 1600. Holsteiner Katenschinken besteht aus den Teilstücken: Oberschale, Unterschale (beide zusammen werden Pape genannt), Nuss (Blume) und Hüfte (Kappe).
Traditionell wurde Schinken über der offenen Feuerstelle geräuchert. Mit der Einführung geschlossener Feuerstellen mit Rauchabzug verlagerte sich der Räuchervorgang in spezielle Räucherkammern oder in Scheunen oder Dielen, in denen das Räuchermaterial verbrannt wurde. Als Kate werden in Norddeutschland kleine dörfliche Häuser bezeichnet, die in der Vergangenheit von Nebenerwerbslandwirten bewohnt und bewirtschaftet wurden. Einige dieser Häuser wurden schwerpunktmäßig zum Räuchern eingesetzt und werden seither als Räucherkate bezeichnet.
„Holsteiner Katenschinken“ ist seit Januar 2012 eine geschützte geografische Angabe (g.g.A.) der Europäischen Union.

## Herstellung

### Kriterien zur Rohstoffauswahl und Zutaten
- Der pH-Wert des Rohschinkens darf maximal 5,8 betragen, da sonst das Fleisch nicht ausreichend Wasser verlieren kann.[6]
- Festes Fleisch des Rohschinkens (PSE-Fleisch ist ungeeignet)
- Fleisch aus der Keule, Unterschale, Oberschale, Kugel, Hüfte (zusammenhängend)

### Gewürze
- Salz
- Grob gemahlene Naturgewürze
- Zucker

### Herstellungsschema
Die Keule wird zunächst mit einem Messer ausgelöst, ohne aber die Knochen einschließlich der Haxe zu entfernen. Die Keule wird mit Salz und Gewürzen einmal wöchentlich über einen Zeitraum von sechs bis acht Wochen eingerieben (Trockenpökeln). Danach ruht der Schinken während der sogenannten Brennzeit ca. drei Wochen.
Das Räuchern im Katenrauch ist ein Kalträucherverfahren. Zu den Rauchtemperaturen bei der Herstellung Holsteiner Katenschinkens gibt es verschiedene Angaben (z. B. Abwechseln zwischen 8 °C und 26 °C, oder konstant bei 20 °C). Als Räuchermaterial können Wacholderstrauchwerk und anderes Hartholz dienen. Es können auch zusätzliche Kräuter, wie Heidekraut oder Wacholderbeeren, hinzugegeben werden. Für den Holsteiner Katenschinken wird traditionell als Räuchermaterial jedoch Buchenholz oder Eichenholz eingesetzt. Niemals jedoch werden Nadelhölzer benutzt, da sie einen harzigen Geschmack verursachen.
Das Nachreifen nach dem Rauch erfolgt traditionell im Schinkenhimmel einer Scheune oder Diele. Die Reifungszeit dauert je nach Jahreszeit bis zu sechs Monaten. Es werden heutzutage zur Beschleunigung des Reifevorganges auch Vakuummethoden in modernen Gebäuden eingesetzt.

## Geschmack
Das Aroma katengeräucherter Fleischwaren ist kräftig und pikant, doch sehr fein. Der Katenschinken besitzt ein mahagonifarbenes Aussehen, er sollte nicht schwarzbraun rußig sein. Insbesondere der Holsteiner Katenschinken wird nicht zu intensiv geräuchert, damit ein mildes Geschmacksbild bei zarter Konsistenz erreicht wird.

## Verwendung

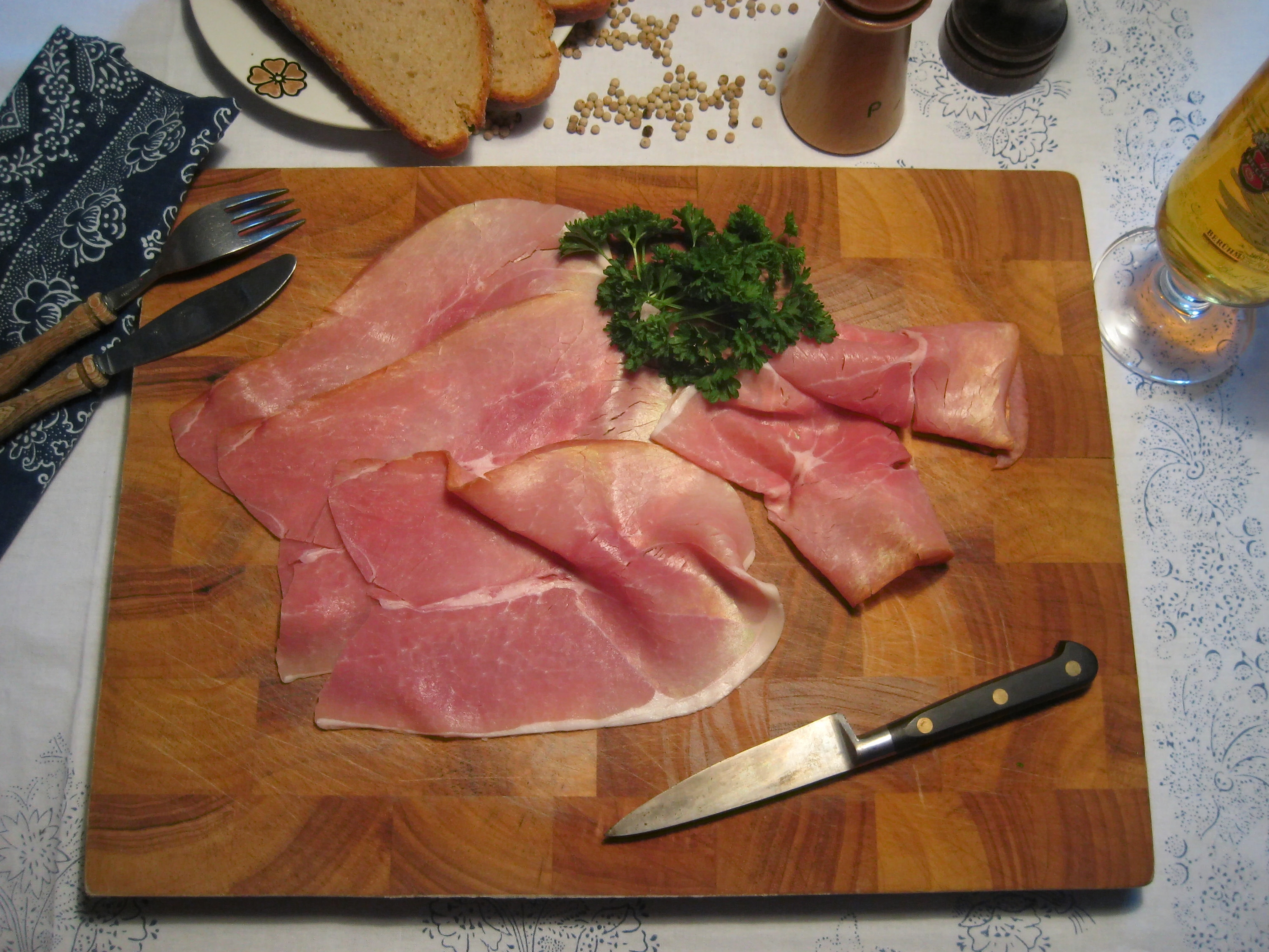
Mahlzeit mit Holsteiner Katenschinken, Bauernbrot, Butter, Pfeffer, etwas Petersilie und einem Bier

Der Original Holsteiner Katenschinken wird wegen seines mildwürzigen Geschmacks gerne als Brotbelag für Schinkenbrot, Schnittchen (Canapés), belegte Brote und belegte Brötchen sowie für Aufschnitt-Platten (Holsteiner Katenschinken-Platte/-Teller) verwendet. Zudem eignet er sich für Gerichte wie den Strammen Max und als kalte Fleischbeilage zu Pellkartoffeln oder Salzkartoffeln und zu vielen Gemüsezubereitungen, insbesondere zu Spargel. Als Fleischbeilage wird Holsteiner Katenschinken in dickeren Scheiben als beim Brotbelag verwendet, vor allem in Norddeutschland. Infolge des Rückgangs von Fleischereien und Bedienungstheken in Supermärkten werden im Handel außer verpackten Schinkenabschnitten inzwischen teils auch solche dicken Schinkenscheiben als SB-Ware angeboten, insbesondere während der Spargelsaison.